# 乞伏公府
乞伏公府（380年—412年），西秦王子，陇西鲜卑人，乞伏国仁之子。
建义四年（388年）父亲乞伏国仁去世，因为乞伏公府年幼，没有即位，他的叔叔乞伏归被推举为王。更始四年（412年）乞伏公府杀死乞伏乾归和他的儿子十数人，走保大夏，被乞伏乾归的儿子乞伏炽磐击败，逃奔叠兰城，依附他弟弟乞伏阿柴，后来乞伏阿柴被殺，乞伏公府再逃走，被追擒，和四个儿子一同被车裂。